# Joseph Jean-Marie Le Guillou de Kérincuff
Joseph Jean-Marie Le Guillou de Kérincuff est un homme politique français né le 5 août 1762 à Coray et mort le 23 août 1823 à Quimper.

## Biographie
Fils de Grégoire Marie Le Guillou de Kerincuff, notaire royal, et de Marie Raoulin, Joseph Jean-Marie Le Guillou de Kérincuff est avocat à Quimper et échevin de cette ville en 1786.
Il se met à la tête, à Quimper, du mouvement réformiste qui précède les élections aux États généraux, assiste aux États de Bretagne en décembre 1788, et, le 22 avril 1789, est élu, par le tiers état de la sénéchaussée de Quimper, député aux États généraux.
Les incidents révolutionnaires qui se déroulent en juillet à Paris et en octobre à Versailles lui font remettre sa démission de député dès le 6 novembre 1789. Il revient à Quimper, est nommé maire (1790), et dirige avec tant de zèle les opérations électorales nécessitées par l'organisation des administrations nouvelles, qu'on lui vote des remerciements officiels.
Élu juge au tribunal de Quimper en 1791, il est encore élu, en janvier 1792, président du tribunal criminel du Finistère. Lorsque les représentants en mission « épurèrent » les administrations du département, Le Guillou, trouvé trop tiède, est non seulement remplacé, mais encore jeté en prison ; il obtient promptement sa mise en liberté, et, après le 9 thermidor, reprend ses fonctions de président du tribunal criminel ; il y fait preuve d'une certaine modération, et est maintenu sur son siège à la nouvelle élection du 26 vendémiaire an IV.
Le gouvernement consulaire le nomme, le 12 floréal an VIII, juge au tribunal d'appel de Rennes.
Membre de la Légion d'honneur (25 prairial an XII), il est créé chevalier de l'Empire le 24 juin 1809, et, lors de la réorganisation des cours et des tribunaux, devient (14 avril 1811) premier président à la cour impériale de Rennes.

## Sources
- Dictionnaire des parlementaires français de 1789 à 1889 (Adolphe Robert et Gaston Cougny)